# Lemminkäinens moder
Lemminkäinens moder är en temperamålning av den finländske konstnären Akseli Gallen-Kallela från 1897. Den är utställd på Ateneum i Helsingfors. 
Gallen-Kallela målade flera tavlor med motiv från det finska nationaleposet Kalevala. I den här målningen har hjälten Lemminkäinen dött och hans kropp har blivit styckad och slängd i den mörka floden som rinner till dödsriket Tuonela. Hans mor samlar dock ihop hans kroppsdelar. Målningen visar scenen när hon sytt ihop hans kropp och vänt sitt huvud mot himlen där hon väntar på ett bi som ska komma med honung från guden Ukko som kan återge sonen livet. Hennes minuttryck har stora likheter med kristna Pietàskulpturer.